# Гунэй (сельское поселение)
Се́льское поселе́ние «Гунэй» (бур. Гунэйн hомон) — муниципальное образование в Агинском районе Забайкальского края Российской Федерации.
Административный центр — село Гунэй.
Находится на берегу реки Онон, в 80 км от районного центра Агинское.

## История
Статус и границы сельского поселения установлены Законом Читинской области от 19 мая 2004 года «Об установлении границ, наименований вновь образованных муниципальных образований и наделении их статусом сельского, городского поселения в Читинской области»

## Население
| 2010 | 2011  | 2012 | 2013 | 2014 | 2015 | 2016 |
| ---- | ----- | ---- | ---- | ---- | ---- | ---- |
| 1016 | ↘1012 | ↘970 | ↘939 | ↘910 | ↘884 | ↘866 |
| 2017 | 2018  | 2019 | 2020 | 2021 |      |      |
| ↘856 | ↗863  | ↘853 | ↘831 | ↘673 |      |      |

## Состав сельского поселения
| № | Населённый пункт | Тип населённого пункта       | Население |
| - | ---------------- | ---------------------------- | --------- |
| 1 | Гунэй            | село, административный центр | ↘673      |